# Van Zant
Van Zant je americké rockové duo složené z bratrů Donnie Van Zanta a Johnny Van Zanta. Oba jsou bratři zesnulého Ronnie Van Zanta, bývalého frontmana a zpěváka jižansky rockové skupiny Lynyrd Skynyrd. Johnny je současný zpěvák Lynyrd Skynyrd a Donnie je také frontman a zpěvák skupiny 38 Special.

## Diskografie

### Studiová alba
| 1985                                    | Van Zant - Datum vydání: 1985 - Label: Geffen Records                              | —  | 170 |                   |
| 1998                                    | Brother to Brother - Datum vydání: 24. únor 1998 - Label: CMC International        | —  | —   |                   |
| 2001                                    | Van Zant II - Datum vydání: 6. březen 2001 - Label: CMC International              | —  | —   |                   |
| 2005                                    | Get Right with the Man - Datum vydání: 10. květen 2005 - Label: Columbia Nashville | 2  | 21  | - US: Zlatá deska |
| 2007                                    | My Kind of Country - Datum vydání: 9. říjen 2007 - Label: Columbia Nashville       | 10 | 57  |                   |
| "—" denotes releases that did not chart |                                                                                    |    |     |                   |